# 2015年越南
以下敘述的是發生在2015年越南社会主义共和国的事件。

## 領導人
- 越共中央总书记：阮富仲
- 国家主席：张晋创
- 政府总理：阮晉勇
- 国会主席：阮生雄

## 事件

### 1月
- 1月1日 - 越南新婚姻法實施。同性婚姻不再被禁止，但仍不會被認為是合法有效的。[1]
- 1月3日 - 一艘挪威籍貨船Bulk Jupiter, 駛離越南海岸時，造成八死、一人倖存。

### 11月
- 11月5日，中共中央总书记、中国国家主席习近平应越共中央总书记阮富仲和越南国家主席张晋创的邀请访问越南。